# Rocher de la Sagne du Porc
Le rocher de la Sagne du Porc est un sommet culminant à 1 717 mètres d'altitude dans les monts du Cantal. Il se situe entre la vallée de l'Alagnon (commune de Laveissière) et le cirque de Chamalière (commune d'Albepierre-Bredons).

## Toponymie
Sagne du celtique sagna signifie « terre marécageuse » et la référence à Porc provient du fait que ces animaux aiment ces zones humides[réf. souhaitée].

## Géographie

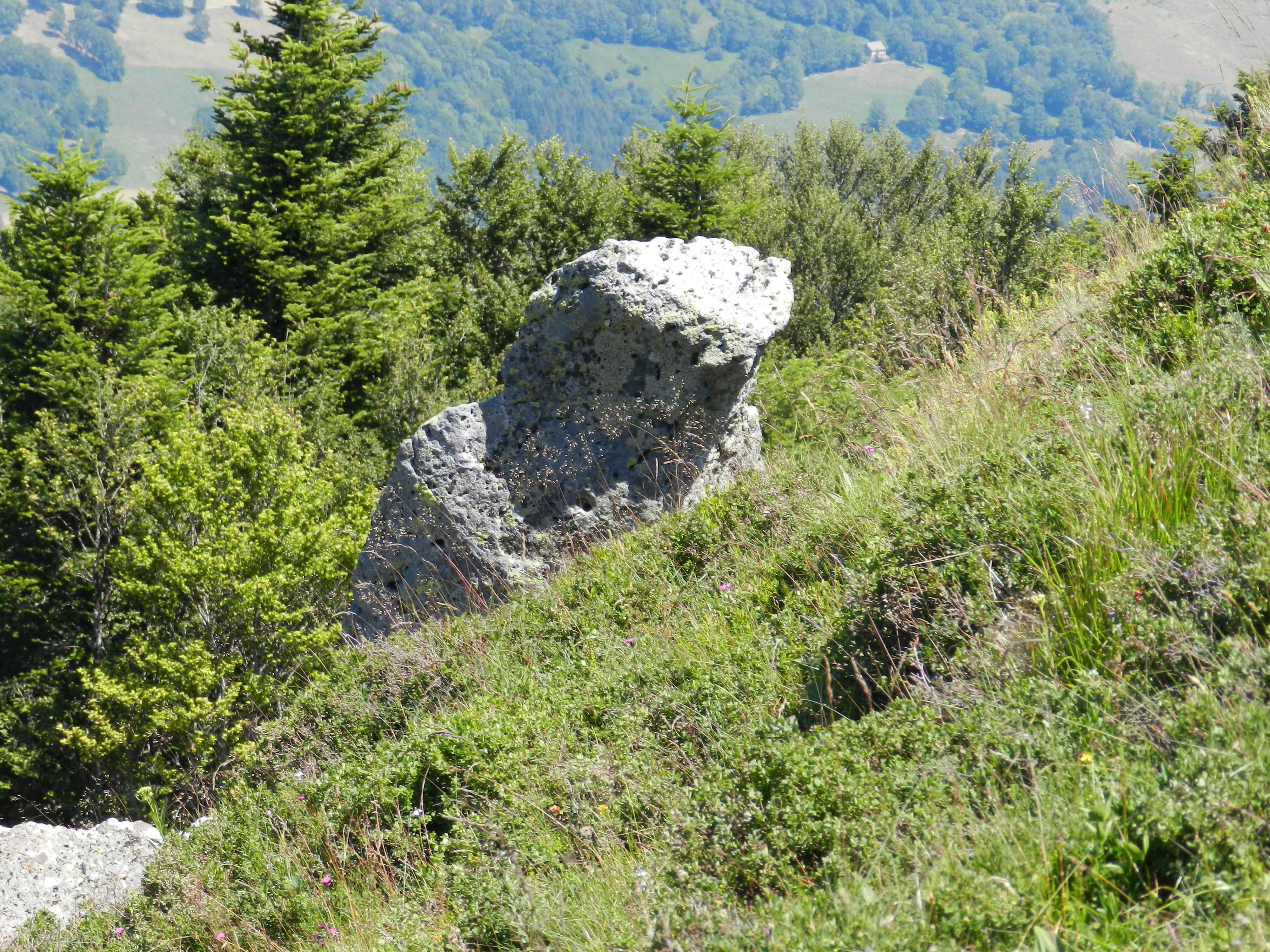
Peyre Ourse. Le rocher fait penser à une ourse sortant de la forêt et grimpant au sommet.

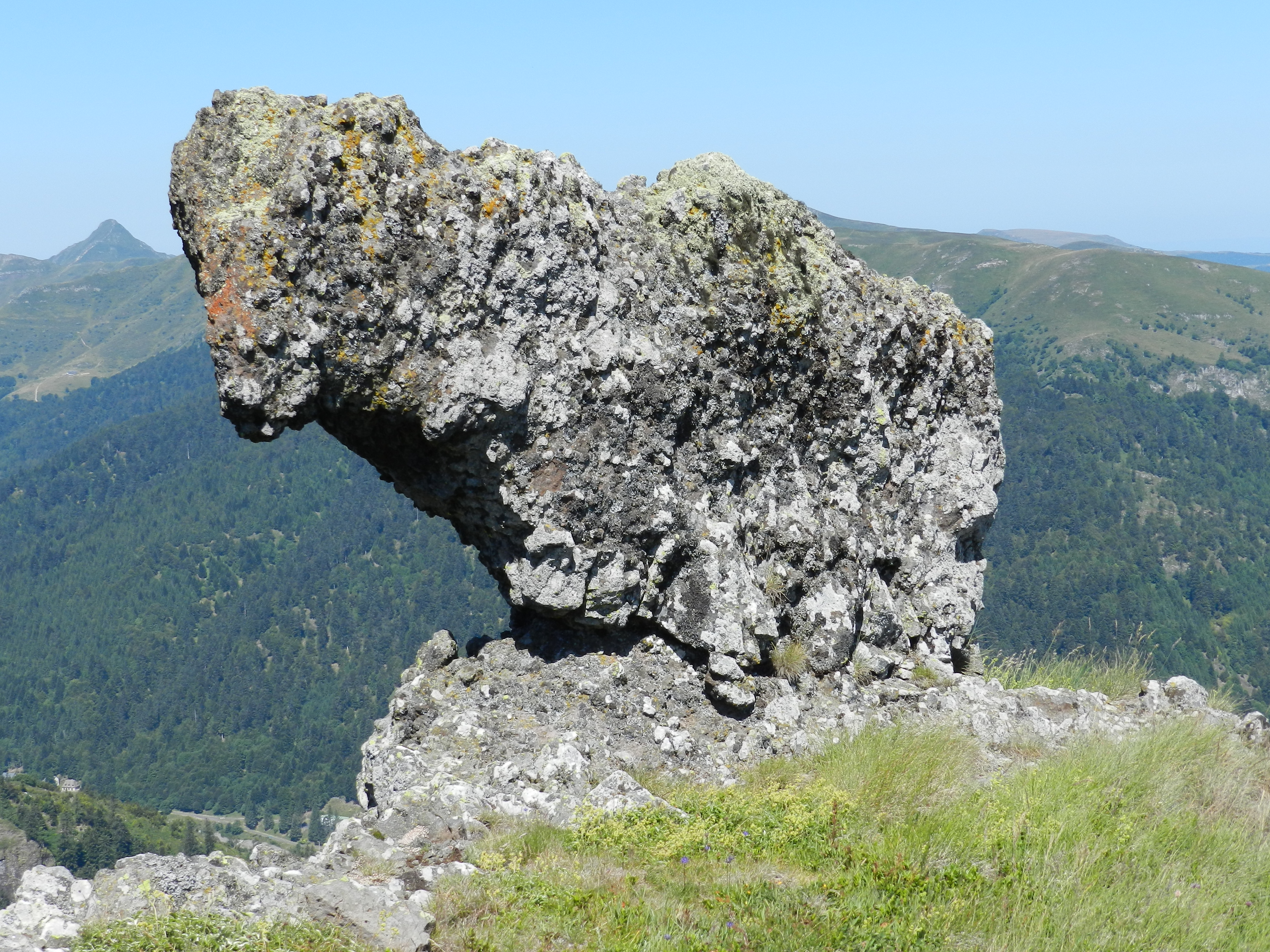
La Peyre de l'Âne avec en arrière-plan le puy Mary.

Le rocher de la Sagne du Porc se situe dans la partie orientale du stratovolcan du Cantal. Il domine :
- à l'ouest, le vallon de la Gouyère et la forêt de Belles-Aigues ;
- au sud, le cirque glaciaire de Chamalière ;
- au nord-est, la forêt domaniale de Murat.

La crête, passant par le rocher de la Sagne du Porc, comporte plusieurs petits sommets et rochers :
- le puy du Rocher culminant à 1 811 mètres d'altitude ;
- l'Aiguillon culminant à 1 665 mètres d'altitude ;
- le rocher de la Sagne du Porc culminant à 1 717 mètres d'altitude ;
- la Peyre de l'Âne culminant à 1 555 mètres d'altitude ;
- le rocher des Amouraux[réf. souhaitée] ;
- le rocher de l'Est culminant à 1 550 mètres d'altitude[réf. souhaitée] ;
- la Peyre Ourse culminant à 1 612 mètres d'altitude ;
- le Rouchadou.

## Accès
Aucun véritable sentier n'est tracé sur cette crête, l'accès y est donc délicat et se fait à travers les genêts. Il est possible de partir du col de la Molède puis de suivre le GR 400 jusqu'au point coté 1 359 mètres avant de prendre le sentier à droite en direction du sommet.